# Micropteropus
Micropteropus är ett släkte av däggdjur. Micropteropus ingår i familjen flyghundar.

## Beskrivning
Dessa flyghundar når en kroppslängd (huvud och bål) av 7 till 10,5 cm och en vikt av cirka 20 gram. Svansen är bara en liten stubbe. Underarmarnas längd som bestämmer djurets vingspann varierar mellan 4,5 och 6,5 cm. Den mjuka pälsen är brunaktig och buken är något ljusare än ryggen. Vid öronens ansats finns en vit fläck och hannar har tofsar vid axeln som liknar epåletter.
Arterna förekommer i Afrika söder om Sahelzonen och söderut till Angola och Zambia. De saknas i regnskogarna vid Kongoflodens slättland. Habitatet utgörs av öppna skogar och ansamlingar av träd eller buskar i öppna landskap.
Levnadssättet är främst känt för Micropteropus pusillus. Den äter frukter och slickar trädens vätskor. Ungar föds oftast vid början av regntiden. Dräktigheten varar cirka 5 till 6 månader. Sju till tretton veckor efter födelsen slutar honan med digivning. Könsmognaden infaller efter 6 månader för honor och efter cirka 11 månader för hanar.
IUCN listar Micropteropus pusillus som livskraftig (LC) och Micropteropus intermedius med kunskapsbrist (DD).

## Taxonomi
Kladogram enligt Catalogue of Life och Wilson & Reeder (2005):
| Micropteropus | \| \| Micropteropus intermedius \| \| \| \| \| \| Micropteropus pusillus \| \| \| \| |
|               | \| \| Micropteropus intermedius \| \| \| \| \| \| Micropteropus pusillus \| \| \| \| |
|               | Micropteropus intermedius                                                            |
|               |                                                                                      |
|               | Micropteropus pusillus                                                               |
|               |                                                                                      |